# A Fistful of...4-Skins
A Fistful of...4-Skins è il secondo album in studio del gruppo punk rock inglese The 4-Skins, pubblicato nel 1983.

## Tracce
1. 5 More Years – 3:20
2. Waiting for a Friend – 3:36
3. Johnny Go Home – 2:59
4. The Gambler – 3:30
5. I'll Stick to My Guns – 2:53
6. On File – 3:57
7. Forgotten Hero – 4:01
8. The Spy from Alaska – 2:57
9. H.M.P. – 3:10
10. No Excuse – 3:33
11. Betrayed – 3:40
12. City Boy – 3:51
13. New War – 4:10

## Formazione
- Roi Pearce – voce
- Hoxton Tom McCourt – basso, voce (traccia 13)
- Ian Bransom – batteria
- Paul Swain – chitarra
- Keith Bollock Brother – cori
- Neil Barker – cori